# Инди-фолк
Инди-фолк (англ. Indie folk, независимая народная музыка) — музыкальный жанр, созданный в 1990-х годах авторами-исполнителями песен из инди-рок-сообщества, под влиянием фолк-музыки и классического кантри. Инди-фолк сочетает в себе запоминающиеся мелодии инди-рока с акустическим звучанием современного фолка.
К вдохновителям жанра и ранним исполнителям относят Elliott Smith, Will Oldham, Ani DiFranco и Dan Bern. Среди современных зарубежных исполнителей жанра можно отметить Kings of Convenience и José González’а, чья манера исполнения и голос не раз сравнивались с Ником Дрейком.
Однако инди-фолк по-настоящему утвердился лишь в 2000-х, с такими лейблами, как Saddle Creek, Barsuk, Ramseur и Sub Pop. Среди важнейших исполнителей отмечаются The Decemberists (с их нео-кельтским фолком), Fleet Foxes (с их гармониями региона Аппалачи), Iron & Wine (с их разнообразием, от акустических лоу-фай-баллад до пышного электрического рока, в действительности, никогда не выходящего за границы инди-фолка), The Cave Singers, Loch Lomond, Bon Iver, Or, The Whale, Great Lake Swimmers и Blind Pilot. Такие потенциальные мега-звёзды, как Mumford & Sons и The Lumineers накладывают акустические инструменты на поп-рок-основу.
Восьмой студийный альбом folklore (2020) Тейлор Свифт — современный пример альбома в жанре инди-фолк.